# Tajná válka Lízy Simpsonové
Tajná válka Lízy Simpsonové (v anglickém originále The Secret War of Lisa Simpson) je 25. díl 8. řady (celkem 178.) amerického animovaného seriálu Simpsonovi. Scénář napsal Richard Appel a díl režíroval Mike B. Anderson. V USA měl premiéru dne 18. května 1997 na stanici Fox Broadcasting Company a v Česku byl poprvé vysílán 19. ledna 1999 na stanici ČT1.

## Děj
Po dni stráveném sledováním nudných videí ve třídě se Líza obává, že její škola není dostatečně náročná. Bartova třída se vydá na exkurzi na springfieldské policejní oddělení, kde Bart najde místnost s několika megafony. Umístí jednotlivé megafony k sobě, čímž zvýší jejich zesílení, a do jednoho z nich řekne „Zkouška!“, čímž vytvoří zvukovou rázovou vlnu, která rozbije všechna skla ve Springfieldu. Náčelník Wiggum navrhne poslat Barta do vojenské školy, aby napravil své chování. Pod záminkou, že jedou do Disneylandu, odvezou Homer a Marge děti do vojenské školy v Rommelwoodu; Líza se tam rozhodne, že se chce také zapsat. Homer a Marge neochotně souhlasí a odmítají Bartovy prosby. 
Líza vzbudí mezi studenty nespokojenost, protože je první studentkou a dostane vlastní kasárna. Poté, co spolu s Bartem přetrpí šikanu, je Bart nakonec ostatními kadety přijat a od své sestry se distancuje. Osamělá Líza uvažuje o návratu domů, ale rozhodne se to dotáhnout do konce. Když se školní rok blíží ke konci, velitel odhalí poslední zkoušku pro studenty: „Eliminátor“ – plazení se po laně zavěšeném vysoko nad trnitými keři. Líza se obává, že úkol nezvládne, ale Bart jí pomáhá tajně trénovat. 
V den zkoušky je Líza poslední, kdo „Eliminátor“ překonává. Zatímco se jí ostatní studenti, skandujíce „Spadni!“, posmívají a ona se skoro lana pustí, Bart ji povzbuzuje, a ona tak bezpečně „Eliminátor“ překoná. Ostatní studenti si slíbí, že Bartovi udělají ze zbytku semestru peklo, ale uvědomí si, že jim ročník skončí už za tři hodiny. Velitel udělí Líze zvláštní medaili „za uspokojivé absolvování druhého stupně“. Po slavnostním ceremoniálu Homer a Marge řeknou dětem, že tentokrát navštíví Disneyland „doopravdy“, ale místo toho je odvezou do zubní ordinace.

## Produkce
Epizodu napsal Richard Appel, ale nápad, aby Bart a Líza navštěvovali vojenskou akademii, se objevil již dříve a koloval od roku 1991. Tento nápad nebyl dosud použit jako zápletka epizody, protože scenáristé se necítili dobře, když Barta a Lízu vzali na cizí místo hned na začátku seriálu. 
Během scény, kdy velitel mluví, je krátký záběr na Lízu, která mrká. Protože se v konečném tisku epizody vyskytla chyba, byl záběr animován, namalován a natočen 16. května 1997, tedy v pátek před vysíláním epizody. Blonďák, který s křikem běží k „Eliminátoru“, je karikaturou režiséra Mikea B. Andersona.

## Přijetí
Epizoda byla původně vysílána 18. května 1997 jako finále sezóny spolu s reprízou Akt S. Někteří mylně předpokládali, že epizoda bude o tom, jak Líza zahájí „právní bitvu“ o přijetí na vojenskou školu. V původním vysílání skončil díl na 47. místě ve sledovanosti v týdnu od 12. do 18. května 1997 s ratingem 8,3 podle agentury Nielsen, což odpovídá přibližně 8,1 milionu diváckých domácností. Byl to druhý nejlépe hodnocený pořad na stanici Fox v tomto týdnu, hned po seriálu Akta X.
Autorům knihy I Can't Believe It's a Bigger and Better Updated Unofficial Simpsons Guide, Warrenu Martynovi a Adrianu Woodovi, se epizoda nelíbila a uvedli, že byla „velmi nudná“ a že Dafoe nebyl dobře využit. Dafoe nicméně patří k oblíbeným hostujícím hvězdám vedoucího pořadu Joshe Weinsteina. Ian Johnson tvrdil, že Dafoeovo obsazení bylo „vzácné“ a „poněkud mimo“.
Novinář Raju Mudhar také napsal, že v této epizodě „Simpsonovi stručně vyložili naši případnou budoucnost“. Odkazoval tím na vzestup robotů v reálném světě.
Epizoda byla jednou ze čtyř, které v roce 1999 vyšly na VHS (znovu vydáno na DVD v roce 2005) s názvem Bart Wars zaměřené na křížení Simpsonových a Hvězdných válek. Jeden z kritiků však napsal, že u této epizody a epizod Nemáš se čím chlubit, Marge a Spasitel zabijákem, které jsou rovněž na DVD, je „spojení s Hvězdnými válkami přinejlepším styčné“.